# Norsjövallen
Norsjövallen är en småort i Norsjö kommun i Västerbottens inland. Den är belägen vid Norsjön 6 kilometer från huvudorten Norsjö. Norsjöns utlopp Norsjöån går genom Norsjövallen. Länsväg 365 passerar genom orten.